# 瓦尔杜贾
瓦尔杜贾（義大利語：Valduggia），是意大利韦尔切利省的一个市镇。总面积28平方公里，人口2187人，人口密度78.1人/平方公里（2009年）。ISTAT代码为002152。